# Ligroina
Ligroina – mieszanina węglowodorów (głównie alkanów) pochodząca z procesu rektyfikacji ropy naftowej o różnie określanym składzie i temperaturze wrzenia:
- t. wrz. 60–80 °C; główne składniki: węglowodory C7–C11 (dla porównania, t. wrz. eteru naftowego podana jest jako 30–60 °C)[1]
- t. wrz. 60–90 °C; gęstość ok. 0,68 g/cm3 (dla porównania, t. wrz. eteru naftowego podana jest jako 30–60 °C; gęstość ok. 0,63 g/cm3)[2]
- t. wrz. 60–110 °C; CAS 8032-32-4[3][4] (dla porównania, t. wrz. eteru naftowego podana jest jako 38–93 °C; główne składniki: węglowodory C5 i C6; CAS 8030-30-6)[5]
- t. wrz. 60–135 °C[6] (dla porównania, t. wrz. eteru naftowego podana jest jako 40–60 lub 60–80 °C)[7]
- t. wrz. 90–110 °C[8]
- t. wrz. 90–140 °C; główne składniki: C7 i C8[9] (dla porównania, t. wrz. eteru naftowego podana jest jako 35–60 °C; główne składniki: węglowodory C5 i C6[10])
- t. wrz. >100 °C; określona jako rodzaj eteru naftowego[11]
- t. wrz. 118–179 °C; gęstość ok. 0,86 g/cm3; główne składniki: alkany (55%), cykloalkany (30%) i alkilobenzeny (12%); CAS 8032-32-4; określona jako synonim eteru naftowego[12]
- t. wrz. 120–150 °C; główne składniki: heptan i oktan[13] (dla porównania, t. wrz. eteru naftowego podana jest jako 40–70 °C)[14]
- t. wrz. 120–240 °C; gęstość 0,760–0,795 g/cm3; skład zróżnicowany w zależności od surowca i technologii produkcji[15] (dla porównania, t. wrz. eteru naftowego podana jest jako 25–60 °C)[16]

Stosowana jest jako rozpuszczalnik, np. do lakierów, a także jako płyn hydrauliczny. 
W przeszłości ligroina stosowana była też jako paliwo do silników spalinowych, do niektórych zastosowań (np. ciągnik S-60 Staliniec).